# Desa Ledeae
Desa Ledeae är en administrativ by i Indonesien.   Den ligger i provinsen Nusa Tenggara Timur, i den södra delen av landet, 1 700 km öster om huvudstaden Jakarta. Desa Ledeae ligger på ön Savu Island.